# IAAF Diamond League 2016
La IAAF Diamond League 2016 è stata la 7ª edizione della Diamond League, serie di meeting di atletica leggera organizzati dalla IAAF. I meeting si sono svolti dal 6 maggio al 9 settembre 2016 con 14 tappe in 12 diversi Stati di 4 continenti diversi.

## Meeting
| Nº | Meeting                           | Sede        | Data         | Resoconto |
| -- | --------------------------------- | ----------- | ------------ | --------- |
| 1  | Doha Diamond League               | Doha        | 6 maggio     | Resoconto |
| 2  | Shanghai Golden Grand Prix        | Shanghai    | 14 maggio    | Resoconto |
| 3  | Meeting international Mohammed VI | Rabat       | 22 maggio    | Resoconto |
| 4  | Prefontaine Classic               | Eugene      | 27-28 maggio | Resoconto |
| 5  | Golden Gala Pietro Mennea         | Roma        | 2 giugno     | Resoconto |
| 6  | Birmingham Grand Prix             | Birmingham  | 5 giugno     | Resoconto |
| 7  | Bislett Games                     | Oslo        | 9 giugno     | Resoconto |
| 8  | Bauhaus-Galan                     | Stoccolma   | 15-16 giugno | Resoconto |
| 9  | Herculis                          | Monaco      | 15 luglio    | Resoconto |
| 10 | London Anniversary Games          | Londra      | 22-23 luglio | Resoconto |
| 11 | Athletissima                      | Losanna     | 25 agosto    | Resoconto |
| 12 | Meeting de Paris                  | Saint-Denis | 27 agosto    | Resoconto |
| 13 | Weltklasse Zürich                 | Zurigo      | 1º settembre | Resoconto |
| 14 | Memorial Van Damme                | Bruxelles   | 9 settembre  | Resoconto |

## Risultati

### Uomini

#### Corse
| Corse     |            |                        |                        |                         |                                   |                           |                          |                      |                       |                           |
| #         | Meeting    | 100 m                  | 200 m                  | 400 m                   | 800 m                             | 1 500 m / Miglio          | 3 000 m / 5 000 m        | 110 m hs             | 400 m hs              | 3 000 m siepi             |
| 1         | Doha       |                        | Ameer Webb 19"85       | Lashawn Merritt 44"41   |                                   | Asbel Kiprop 3'32"15      |                          | Omar McLeod 13"05    |                       | Conseslus Kipruto 8'05"13 |
| 2         | Shanghai   | Justin Gatlin 9"94     |                        |                         | Ferguson Cheruiyot Rotich 1'45"68 |                           | Muktar Edris 12'59"96    | Omar McLeod 12"98    | Michael Tinsley 48"90 |                           |
| 3         | Rabat      |                        | Alonso Edward 20"07    | Lashawn Merritt 44"66   | Pierre-Ambroise Bosse 1'44"51     |                           |                          | David Oliver 13"12   |                       | Conseslus Kipruto 8'02"77 |
| 4         | Eugene     | Justin Gatlin 9"88     |                        |                         | Boris Berian 1'44"20              |                           | Muktar Edris 12'59"43    |                      | Michael Tinsley 48"74 |                           |
| 5         | Roma       |                        | Ameer Webb 20"04       | Wayde van Niekerk 44"19 |                                   | Elijah Manangoi 3'33"19   |                          | Orlando Ortega 13"22 |                       | Conseslus Kipruto 8'01"41 |
| 6         | Birmingham |                        | Andre De Grasse 20"16  | Kirani James 44"23      |                                   | Asbel Kiprop 3'29"33      |                          |                      |                       | Conseslus Kipruto 8'00"12 |
| 7         | Oslo       | Andre De Grasse 10"07  |                        |                         |                                   | Asbel Kiprop 3'51"48      | Hagos Gebrhiwet 13'07"70 |                      | Yasmani Copello 48"79 |                           |
| 8         | Stoccolma  | Jak Ali Harvey 10"18   |                        |                         | Ferguson Cheruiyot Rotich 1'45"07 |                           | Ibrahim Jeilan 13'03"22  |                      | Javier Culson 49"43   |                           |
| 9         | Monaco     |                        | Alonso Edward 20"10    | Wayde van Niekerk 44"12 |                                   | Ronald Kwemoi 3'30"49     |                          | Orlando Ortega 13"04 |                       | Conseslus Kipruto 8'08'11 |
| 10        | Londra     | Jimmy Vicaut 10"02     |                        |                         | Pierre-Ambroise Bosse 1'43"88     |                           | Mo Farah 12'59"29        |                      | Kerron Clement 48"40  |                           |
| 11        | Losanna    |                        | Churandy Martina 19"81 | LaShawn Merritt 44"50   |                                   | Ayanleh Souleiman 2'13"49 |                          | Orlando Ortega 13"11 |                       | Abraham Kibiwott 8'09"58  |
| 12        | Parigi     | Ben Youssef Meïté 9"96 |                        |                         | Alfred Kipketer 1'42"87           |                           | Yomif Kejelcha 7'28"19   |                      | Nicholas Bett 48"01   |                           |
| 13        | Zurigo     | Asafa Powell 9"94      |                        | LaShawn Merritt 44"64   |                                   |                           | Hagos Gebrhiwet 13'14"82 |                      | Kerron Clement 48"72  |                           |
| 14        | Bruxelles  |                        | Julian Forte 19"97     |                         | Adam Kszczot 1'44"36              | Timothy Cheruiyot 3'31"34 |                          | Orlando Ortega 13"08 |                       | Conseslus Kipruto 8'03"74 |
| Vincitore | Vincitore  | Asafa Powell           | Alonso Edward          | LaShawn Merritt         | Ferguson Cheruiyot Rotich         | Asbel Kiprop              | Hagos Gebrhiwet          | Orlando Ortega       | Kerron Clement        | Conseslus Kipruto         |

#### Concorsi
| Concorsi  |            |                         |                          |                           |                          |                      |                           |                          |
| #         | Meeting    | Salto in lungo          | Salto triplo             | Salto in alto             | Salto con l'asta         | Getto del peso       | Lancio del disco          | Lancio del giavellotto   |
| 1         | Doha       |                         | Christian Taylor 17.23 m | Erik Kynard 2.33 m        |                          |                      | Piotr Małachowski 68.03 m |                          |
| 2         | Shanghai   | Gao Xinglong 8.14 m     |                          |                           | Sam Kendricks 5.88 m     | Kurt Roberts 21.40 m |                           | Thomas Röhler 85.71 m    |
| 3         | Rabat      | Rushwahl Samaai 8.38 m  |                          | Bohdan Bondarenko 2.31 m  |                          |                      | Piotr Małachowski 67.45 m |                          |
| 4         | Eugene     |                         | Christian Taylor 17.76 m |                           | Renaud Lavillenie 5.81 m | Joe Kovacs 22.13 m   |                           | Ihab Abdelrahman 87.37 m |
| 5         | Roma       | Greg Rutherford 8.31 m  |                          | Bohdan Bondarenko 2.33 m  |                          |                      | Robert Urbanek 65.00 m    |                          |
| 6         | Birmingham | Marquise Goodwin 8.42 m |                          | Mutaz Essa Barshim 2.37 m |                          |                      | Piotr Małachowski 67.50 m |                          |
| 7         | Oslo       |                         | Alexis Copello 16.91 m   |                           | Renaud Lavillenie 5.80 m | Joe Kovacs 22.01 m   |                           | Thomas Röhler 89.30 m    |
| 8         | Stoccolma  |                         | Christian Taylor 17.59 m |                           | Renaud Lavillenie 5.73 m | Tomas Walsh 21.13 m  |                           | Ihab Abdelrahman 86.00 m |
| 9         | Monaco     | Damar Forbes 8.23 m     |                          | Gianmarco Tamberi 2.39 m  |                          |                      | Piotr Małachowski 65.57 m |                          |
| 10        | Londra     | Gao Xinglong 8.11 m     | Christian Taylor 17.79 m |                           |                          | Joe Kovacs 22.04 m   |                           | Jakub Vadlejch 85.72 m   |
| 11        | Losanna    |                         |                          | Mutaz Essa Barshim 2.35 m | Sam Kendricks 5.92 m     |                      | Philip Milanov 65.61 m    |                          |
| 12        | Parigi     |                         | Chris Carter 16.92 m     |                           | Renaud Lavillenie 5.93 m | Tomas Walsh 22.00 m  |                           | Jakub Vadlejch 88.02 m   |
| 13        | Zurigo     |                         | Christian Taylor 17.80 m |                           | Sam Kendricks 5.90 m     | Tomas Walsh 22.20 m  |                           | Jakub Vadlejch 87.28 m   |
| 14        | Bruxelles  | Luvo Manyonga 8.48 m    |                          | Erik Kynard 2.32 m        |                          |                      | Daniel Ståhl 65.78 m      |                          |
| Vincitore | Vincitore  | Fabrice Lapierre        | Christian Taylor         | Erik Kynard               | Renaud Lavillenie        | Tomas Walsh          | Piotr Małachowski         | Jakub Vadlejch           |

### Donne

#### Corse
| Corse     |            |                       |                        |                               |                            |                           |                           |                       |                        |                        |
| #         | Meeting    | 100 m                 | 200 m                  | 400 m                         | 800 m                      | 1 500 m                   | 3 000 m / 5 000 m         | 100 m hs              | 400 m hs               | 3 000 m siepi          |
| 1         | Doha       | Tori Bowie 10"80      |                        |                               | Caster Semenya 1'58"26     |                           | Almaz Ayana 8'23"11       |                       | Eilidh Doyle 54"53     |                        |
| 2         | Shanghai   |                       | Murielle Ahouré 22"72  | Shaunae Miller-Uibo 50"45     |                            | Faith Kipyegon 3'56"82    |                           |                       |                        | Hyvin Jepkemoi 9'07"42 |
| 3         | Rabat      | Elaine Thompson 11"02 |                        |                               | Caster Semenya 1'56"64     |                           | Almaz Ayana 14'16"31      |                       | Janieve Russell 54"16  |                        |
| 4         | Eugene     |                       | Tori Bowie 21"99       | Shaunae Miller-Uibo 50"15     |                            | Faith Kipyegon 3'56"61    |                           | Kendra Harrison 12"24 |                        | Ruth Jebet 8'59"97     |
| 5         | Roma       | Elaine Thompson 10"87 |                        |                               | Caster Semenya 1'56"64     |                           | Almaz Ayana 14'12"59      |                       | Janieve Russell 53"96  |                        |
| 6         | Birmingham | English Gardner 11"02 |                        |                               | Francine Niyonsaba 1'56"92 |                           | Vivian Cheruiyot 15'12"79 | Kendra Harrison 12"46 | Cassandra Tate 54"57   |                        |
| 7         | Oslo       |                       | Dafne Schippers 21"93  | Stephenie Ann McPherson 51"04 |                            | Faith Kipyegon 4'18"60    |                           | Brianna Rollins 12"56 |                        | Hyvin Jepkemoi 9'09"57 |
| 8         | Stoccolma  |                       | Dina Asher-Smith 22"72 | Novlene Williams-Mills 52"29  |                            | Angelika Cichocka 4'03"25 |                           | Kendra Harrison 12"66 |                        | Ruth Jebet 9'08"37     |
| 9         | Monaco     | Dafne Schippers 10"94 |                        |                               | Caster Semenya 1'55"30     |                           | Hellen Obiri 8'24"27      |                       | Eilidh Doyle 54"09     |                        |
| 10        | Londra     |                       | Dafne Schippers 22"13  | Shaunae Miller-Uibo 44"55     |                            | Laura Muir 3'57"49        |                           | Kendra Harrison 12"20 |                        | Habiba Ghribi 9'21"35  |
| 11        | Losanna    | Elaine Thompson 10"78 |                        |                               | Francine Niyonsaba 1'57"71 |                           | Genzebe Dibaba 8'31"34    |                       | Dalilah Muhammad 53"78 |                        |
| 12        | Parigi     |                       | Dafne Schippers 22"13  | Natasha Hastings 50"06        |                            | Laura Muir 3'55"22        |                           | Kendra Harrison 12"44 |                        | Ruth Jebet 8'52"78     |
| 13        | Zurigo     |                       | Elaine Thompson 21"85  |                               | Caster Semenya 1'56"44     | Shannon Rowbury 3'57"78   |                           | Kendra Harrison 12"63 |                        | Ruth Jebet 9'07"00     |
| 14        | Bruxelles  | Elaine Thompson 10"72 |                        | Caster Semenya 50"40          |                            |                           | Almaz Ayana 14'18"89      |                       | Cassandra Tate 54"47   |                        |
| Vincitore | Vincitore  | Elaine Thompson       | Dafne Schippers        | Stephenie Ann McPherson       | Caster Semenya             | Laura Muir                | Almaz Ayana               | Kendra Harrison       | Cassandra Tate         | Ruth Jebet             |

#### Concorsi
| Concorsi  |            |                       |                           |                       |                           |                         |                         |                              |
| #         | Meeting    | Salto in lungo        | Salto triplo              | Salto in alto         | Salto con l'asta          | Getto del peso          | Lancio del disco        | Lancio del giavellotto       |
| 1         | Doha       |                       | Caterine Ibargüen 15.04 m |                       | Sandi Morris 4.83 m       | Tia Brooks 19.48 m      |                         | Sunette Viljoen 65.14 m      |
| 2         | Shanghai   | Ivana Španović 6.95 m |                           | Levern Spencer 1.94 m |                           |                         | Sandra Perković 70.88 m |                              |
| 3         | Rabat      |                       | Caterine Ibargüen 14.51 m |                       | Katerina Stefanidi 4.75 m | Valerie Adams 19.68 m   |                         | Madara Palameika 64.78 m     |
| 4         | Eugene     | Brittney Reese 6.92 m |                           | Chaunté Lowe 1.95 m   |                           |                         | Sandra Perković 68.57 m |                              |
| 5         | Roma       |                       | Caterine Ibargüen 14.78 m |                       | Katerina Stefanidi 4.75 m | Valerie Adams 19.69 m   |                         | Sunette Viljoen 61.95 m      |
| 6         | Birmingham |                       | Olga Rypakova 14.61 m     |                       | Yarisley Silva 4.84 m     | Tia Brooks 19.73 m      |                         | Madara Palameika 65.68 m     |
| 7         | Oslo       | Ivana Španović 6.94 m |                           | Ruth Beitia 1.90 m    |                           |                         | Sandra Perković 67.10 m |                              |
| 8         | Stoccolma  | Ivana Španović 6.90 m |                           | Ruth Beitia 1.93 m    |                           |                         | Sandra Perković 68.32 m |                              |
| 9         | Monaco     |                       | Caterine Ibargüen 14.96 m |                       | Katerina Stefanidi 4.81 m | Valerie Adams 20.05 m   |                         | Tatsiana Khaladovich 65.62 m |
| 10        | Londra     |                       |                           | Ruth Beitia 1.98 m    | Katerina Stefanidi 4.80 m |                         | Sandra Perković 69.94 m |                              |
| 11        | Losanna    | Ivana Španović 6.83 m | Caterine Ibargüen 14.76 m |                       |                           | Valerie Adams 19.94 m   |                         | Madara Palameika 65.29 m     |
| 12        | Parigi     | Ivana Španović 6.90 m |                           | Ruth Beitia 1.98 m    |                           |                         | Sandra Perković 67.72 m |                              |
| 13        | Zurigo     | Brittney Reese 9.65 m |                           | Ruth Beitia 1.96 m    |                           |                         | Sandra Perković 68.44 m |                              |
| 14        | Bruxelles  |                       | Caterine Ibargüen 14.66 m |                       | Sandi Morris 5.00 m       | Michelle Carter 19.98 m |                         | Madara Palameika 66.18 m     |
| Vincitore | Vincitore  | Ivana Španović        | Caterine Ibargüen         | Ruth Beitia           | Katerina Stefanidi        | Valerie Adams           | Sandra Perković         | Madara Palameika             |